# Lawrence Thomas Persico

Bischofswappen von Lawrence Thomas Persico

Lawrence Thomas Persico (* 21. November 1950 in Monessen) ist ein US-amerikanischer Geistlicher und römisch-katholischer Bischof von Erie.

## Leben
Lawrence Thomas Persico studierte Philosophie am Saint Pius X. Seminar in Covington, Kentucky, und  Theologie am Saint Vincent Seminar in Latrobe. Am 8. Juni 1976 empfing er die Diakonenweihe. Der Bischof von Greensburg, William Graham Connare, spendete ihm am 30. April 1977 in der Blessed Sacrament Cathedral in Greensburg die Priesterweihe. Nach seelsorgerischer Tätigkeit absolvierte er ein Lizenziatsstudium in Kanonischem Recht an der Katholischen Universität von Amerika. 1989 wurde er von Bischof Anthony Gerard Bosco zum Kanzler des Bistums Greensburg ernannt; zudem war er Pfarrer von der Pfarrei Saint James in New Alexandria. Papst Johannes Paul II. ernannte ihn 2005 zum Päpstlichen Ehrenprälat. Kurz darauf erfolgte die Bestellung zum Generalvikar in Greensburg, Moderator der Diözesankurie sowie zum Bischöflichen Delegaten zur Aufklärung des Sexuellen Missbrauch in der Diözese. Er hatte über zwei Amtsperioden das stellvertretende Vorstandamt der Pennsylvania Catholic Conference inne. Seit 1993 ist er Mitglied der Canon Law Society of America. 
Lawrence Thomas Persico wurde vom Kardinal-Großmeister John Patrick Kardinal Foley zum Ritter des Ritterordens vom Heiligen Grab zu Jerusalem ernannt und am 2. Oktober 2005 in den Orden investiert. 
Papst Benedikt XVI. ernannte ihn am 31. Juli 2012 zum Bischof von Erie. Der Erzbischof von Philadelphia, Charles Joseph Chaput OFMCap, spendete ihm am 1. Oktober desselben Jahres die Bischofsweihe; Mitkonsekratoren waren Lawrence Eugene Brandt, Bischof von Greensburg, und Donald Walter Trautman, Altbischof von Erie.